# 자본의 시대
《자본의 시대: 1848–1875》는 에릭 홉스봄의 1975년 책이다. 이 책은 《혁명의 시대》에 이어 홉스봄이 공동 집필한 "긴 19세기"에 관한 3부작 중 두 번째 책이다.
홉스봄은 프랑스 혁명과 산업혁명의 이중적 중요성을 유럽 근대사의 산파로서 인식하고, (식민지주의와 제국주의의 연결을 통해) 이른바 이중 혁명의 논지를 이용하여 19세기와 20세기 근대화의 과정을 분석했다.